# Percival Petrel
Die Percival Petrel war ein leichtes Transport- und Verbindungsflugzeug des britischen Herstellers Percival Aircraft Co.

## Geschichte und Konstruktion
Die Percival Q war Percivals erstes zweimotoriges Flugzeug. Es wurde aus Holz gebaut, mit Sperrholz beplankt und mit Stoff bespannt. Es war als Tiefdecker konstruiert und besaß ein nicht einziehbares verkleidetes Hauptfahrwerk sowie ein festes Spornrad. Vier Maschinen waren mit Einziehfahrwerk ausgerüstet. Percival entwickelte zwei Versionen: die Q.4, ein viersitziger VIP-Transporter und die Q.6, ein sechssitziges Zubringerflugzeug. Die Q.4 wurde nicht gebaut. Der Prototyp der Q.6 mit der Registrierung G-AEYE flog erstmals am 14. September 1937 vom Flughafen Luton. Die Produktion begann 1938 und das erste Serienflugzeug wurde am 2. März 1938 ausgeliefert. Die Royal Air Force bestellte sieben Maschinen als Verbindungsflugzeuge. Einige Maschinen wurden exportiert.
Ursprünglich war die Percival Q.6 für den zivilen Luftverkehr vorgesehen, aber im Zweiten Weltkrieg wurden alle in Großbritannien befindlichen zivilen Maschinen beschlagnahmt und von der Royal Air Force und der Royal Navy als Verbindungsflugzeuge. verwendet.

## Varianten

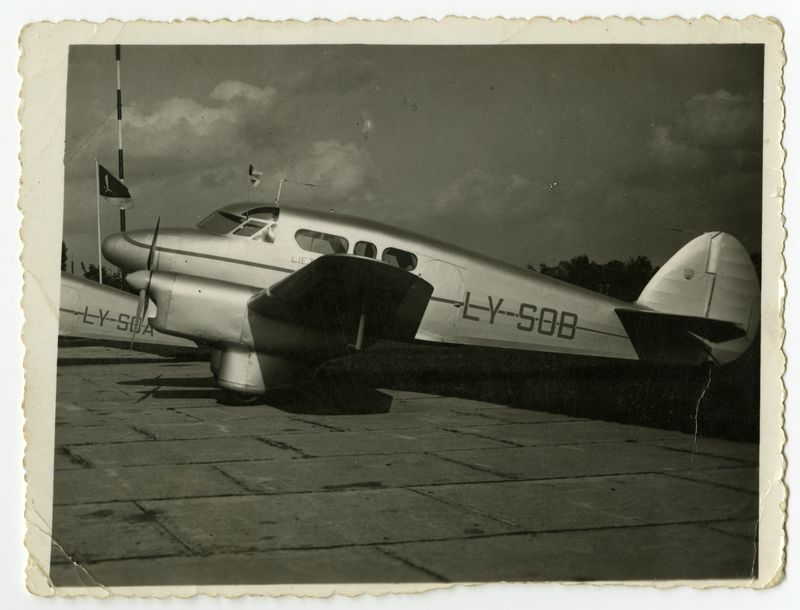
Percival Q.6 der Litauischer Flug Linien (Lietuvos oro linijos), 1939, Kaunas

- Percival Q.6 der Litauischer Flug Linien (Lietuvos oro linijos), 1939, KaunasQ.4: viersitziger ziviler VIP-Transporter – nicht gebaut
- Q.6: sechssitziges Zubringerflugzeug
- Petrel: sechssitziges militärisches Verbindungsflugzeug, sieben gebaut.

## Militärische Nutzung
- Ägypten: 2
- Sowjetunion: 2 von der litauischen Luftfahrtlinie beschlagnahmte Maschinen
- Vereinigtes Königreich
  - Royal Air Force
  - Royal Navy

## Technische Daten
| Kenngröße             | Daten                                    |
| --------------------- | ---------------------------------------- |
| Besatzung             | 2                                        |
| Passagiere            | 4 oder 6                                 |
| Länge                 | 9,83 m                                   |
| Spannweite            | 14,22 m                                  |
| Höhe                  | 2,97 m                                   |
| Flügelfläche          | 25,83 m²                                 |
| Flügelstreckung       | 7,8                                      |
| Leermasse             | 1588 kg                                  |
| max. Startmasse       | 2495 kg                                  |
| Reisegeschwindigkeit  | 282 km/h                                 |
| Höchstgeschwindigkeit | 314 km/h                                 |
| Dienstgipfelhöhe      | 6400 m                                   |
| Reichweite            | 1207 km                                  |
| Triebwerke            | 2 × de Havilland Gipsy Six mit je 153 kW |